# ウィリアム・ギブズ (実業家)
ウィリアム・ギブズ（英: William Gibbs、1790年5月22日 - 1875年4月3日）はスペイン・マドリード出身のイングランドの実業家で、アントニー・ギブズ&サンズ（英: Antony Gibbs & Sons）の共同設立者3人に名を連ねている。また宗教的篤志家や、ノース・サマセット・ラクソールにあるカントリー・ハウス、ティンツフィールドの開発者として知られている。

## 父の事業とウィリアムの幼少期
ウィリアム・ギブズは、貿易商のアントニー・ギブズ（英: Antony Gibbs、1756年 - 1815年）と、妻ドロシア・バルネッタ（旧姓ハックス、Dorothea Barnetta Hucks、1760年 - 1820年）の次男として、スペイン・マドリードのカンタラナス通り6番地（西: No.6 Calle de Cantarranas）に生まれた。父アントニーは、デヴォン州クリスト・セント・メアリーで、医師であるジョージ・エイブラハム・ギブズ（英: Dr. George Abraham Gibbs）の四男として生まれ育った。ウィリアムにとって祖父にあたるジョージは、後にロイヤル・デヴォン・アンド・エクセター病院の外科医長にまで昇進している。またウィリアムの父方の伯父には、判事・政治家として活躍したヴィカリー・ギブズがいる。
アントニーは、兄弟でスペインを拠点とした羊毛貿易を行っていたが、事業はアントニーの兄が急死したことで破産する。また、兄弟の事業を経済的に支援した父も、この一件を機に破産した。ブリストルを拠点にする貿易商の元に弟子入りした後、スペインでの代理人として仕事を任され、自分の負債を清算し汚名返上するため、アントニーは新しい家族と共にスペインへ戻った。
ウィリアムの幼少期は英国・スペインの両方にまたがっている。兄ジョージ・ヘンリー（英: George Henry）が学齢に達したところで、家族はデヴォン・エクセターへ戻り、ウィリアムや兄弟はチャールズ・ロイドが運営する学校に通った。1800年からウィリアムはティヴァートンにあるブランデルズ・スクール（英: Blundell's School）に通ったが、1802年には、事務所のあるカディスへ向かう父や兄の貿易旅行に同行するため退学している。兄弟は、父の事業の不安定さを反映するように、どちらもフルタイムの学校生活には戻らなかった。

## 経歴
1806年、ウィリアムは伯父ジョージ・ギブズの会社「ギブズ、ブライト・アンド・ギブズ」（英: Gibbs, Bright and Gibbs）に事務員として弟子入りした。この会社はブリストル港を拠点とし、操船技師の陸での代理人業を行ったほか、西アフリカでは奴隷貿易にも進出した。
1808年、スペインで父親が行っていた輸出業が失敗したのを機に、家族はロンドンのダルウィッチ・コモン（英: Dulwich Common）へと移った。父アントニーはスペイン・ポルトガル産のワインや果物を扱う輸入商を始めたほか、ポルトガル政府が英国内に持つ不動産の管理運営も行うようになった。兄ヴィカリー・ギブズが後ろ盾となり、アントニーは自らの会社「アントニー・ギブズ &カンパニー」（英: Antony Gibbs & Co.）を設立している。1811年にはアントニーの兄ヘンリーも事業に加わってマーチャント・バンク事業が開始され、ウィリアムもロンドンに設置された会社に参加している。会社の名前は「アントニー・ギブズ&サンズ」（英: Antony Gibbs & Sons）と改められ、家族経営の会社として再出発した。父アントニー、伯父ヘンリー、そしてウィリアム自身も会社の重役となり、伯父ヴィカリーを含め親類が株主保有者となった。

### アントニー・ギブズ&サンズ
ウィリアムの最初の責務は、カディスへ戻り、傾いたスペインでの事業を建て直すことだった。1815年に父アントニーが亡くなった後、ウィリアムはロンドンへ戻り兄と共同での会社経営を始めた。2人は父や祖父が破産時に残した負債を返済するため頭を下げて回り、1840年までにこれを完済した。ヘンリーは1842年に亡くなった。

### グアノ貿易
1822年、会社はペルーの首都リマに事務所を設置した。1841年に事務所は、ウィリアムがグアノ運送委託に関してペルー・ボリビア両政府と契約を交わすことを発表した。当初輸入業は遅々として進まず、1842年の輸入量は182トンだった。この輸入量は、1847年にペルー政府がヨーロッパ・北米での会社の専売を認めたことで大きく跳ね上がり、1856年には21万1,000トン、1862年には43万5,000トンに達した
1850年代初頭の報告書では、チンチャ諸島で行われているグアノ採掘が、カリブ海での邪悪なアフリカ人奴隷労働を生んでいることがヨーロッパやアジアまで聞こえている、と始められている。1854年には、"The Superintendent of British trade in China"（意味：中国における対英国貿易最高責任者）が、中国人苦力をチンチャ諸島へ運ぶ船の運行や英国人の出入りを禁止し、1855年には英国議会がこれを承認して "The Chinese Passengers Act"（意味：中国人旅客法）が制定された。
ペルー政府は独自の調査により、むち打ちや自殺未遂が頻繁に起きていることを把握していた。結果として、グアノの採掘事業はアントニー・ギブズ&サンズへと譲渡契約が結ばれることになった。それにも関わらず、この後も奴隷の酷使は続き、1856年には追加の中国人労働力の輸入が禁止された。1860年には4,000人の中国人労働者がペルーのグアノ採掘場で従事させられていたと計算されており、1人として生存した者はいなかった。
グアノ貿易で会社が得た利益は、1850年代で1年ごとに8万ポンド、1860年代で1年ごとに10万ポンドという金額であり、1850年代にはこの50%、1864年に資産整理を始めるまでの1860年代にはこの70%がウィリアム自身の報酬となっていた。結果としてウィリアムはイングランドの非貴族で最も裕福な人間（英: The richest non-noble man in England）となり、ヴィクトリア朝のミュージックホールで歌われた小歌では次のように冷やかされている。
しかしこれから数年の内に、硝酸ナトリウムや重過リン酸石灰など、より安価な肥料が登場した。1880年までには会社は南アメリカでの拠点をチリに移し、硝酸ナトリウムや副産物のヨウ素生産を始め、当時急発展していたヨーロッパや北アメリカでの軍需品貿易における高い需要に応えた。

### ギブズ、ブライト&カンパニー

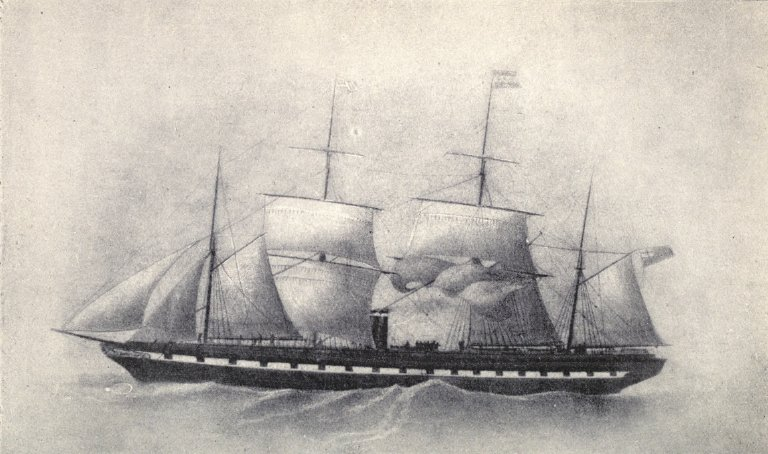
1853年の 号。4本のマストを改修した後の図である

ウィリアムは自身のおじであるジョージ・シニアから船舶業の分け前を受け取っており、ジョージ・シニアが亡くなったところで、会社の名前を「ギブズ、ブライト&カンパニー」（英: Gibbs, Bright & Co.）と改めた。この会社はブリストル・リヴァプールを拠点としており、ジョージ・ギブズ・ジュニア（ジョージ・シニアの息子でウィリアムのいとこ、経営担当）、ウィリアム・ギブズ、ロバート・ブライト（英: Robert Bright）が共同設立者となった。会社は "Great Western Steam Shipping Company" (en) （意味：西部蒸気船会社）など、多数の会社の船舶斡旋業を取り扱った。この "Great Western Steam Shipping Company" は、イザムバード・キングダム・ブルネルの制作した SS Great Britain 号 (en) などを保有していた会社である。SS Great Britain 号がアイルランド西岸へ航行した後、会社は船舶を取得して全面的な修繕を施し、これから30年以上英国とオーストラリアを結ぶ移民船として運航させた。1882年に SS Great Britain 号は、ばら荷の石炭を運搬する帆船に作り替えられたが、1886年に船上で出火事故を起こした。この後フォークランド諸島のスタンリー港に入港して検査を行い、修理不能なほど損傷を受けていると判断された。船はフォークランド諸島会社に売り払われ、1937年まで洋上に浮かべて石炭貯蔵用のハルクとして使われていたが、この年にスパロウ入り江（英: Sparrow Cove）まで牽引され、沈められて廃棄された。
1881年、ウィリアムが亡くなってロバート・ブライトが引退した後、ギブズ、ブライト&カンパニーはアントニー・ギブズ&サンズに吸収された。

## 引退と慈善活動
1843年、ウィリアムの甥であるヘンリー・ハックス・ギブズ（後のオールデナム男爵）が事業に加わり、年を重ねる毎に事業により深く関わるようになってきた。ウィリアムが1858年に引退した後、彼はハックス・ギブズを後継者に据え、自身は死去まで "Prior" chairman（会長、社長などの意味）の任を務めた。ウィリアムの遺言では、ハックス・ギブズとの共同事業で得た自身の財産の大半を彼に譲るとしており、これは事業継続の後ろ添えとなったほかオールデナム男爵家に経営権が移るきっかけとなった。
オックスフォード運動の著名な支援者であったウィリアムは、事業から引退した後、主に宗教的な慈善活動に数多く関わった。彼は12の教会建設など、以下に示すようなプロジェクトに参加している。
- キーブル・カレッジ (オックスフォード大学)、教会堂ならびに講堂 – ウィリアムはこの2つの建設において費用の大半を援助した。デザインはティンツフィールドに設置された教会堂の初期デザインを担当したウィリアム・バターフィールド（英語版）が行っており、このため2つの教会堂はデザインや大きさの点でよく似ている。
- 聖ミカエルと全天使教会 (エクセター)（英語版） – この教会の司祭だったジョゼフ・トイ（英: The Reverend Joseph Toye）から要請を受けた後、ウィリアムはディナム山（英: Mount Dinham）への教会建設を支援して教会の拡張計画へ大いに資金提供した。ウィリアムの死後、教区は彼を讃える記念碑を作り、現在でも教会に残されている[1]。
- セント・アントニー・カウリー（英: St. Antony Cowley） – 両親を偲んで、かなりの額を出資し建築を支援した。
- セント・アンドルー・エクスウィック（英: St. Andrew Exwick） – 1872年に行われた教会の拡張工事に出資している。教区の分割を行うため土地が買い取られた際には、ウィリアムが住み良い司祭館の建設に資金提供している。最初の司祭は彼の甥ウィリアム・コバム・ギブズ（英: Rev. William Cobham Gibbs）で、次の司祭も甥ジョン・ロマックス・ギブズ（英: Rev. John Lomax Gibbs）だった。

## ティンツフィールド

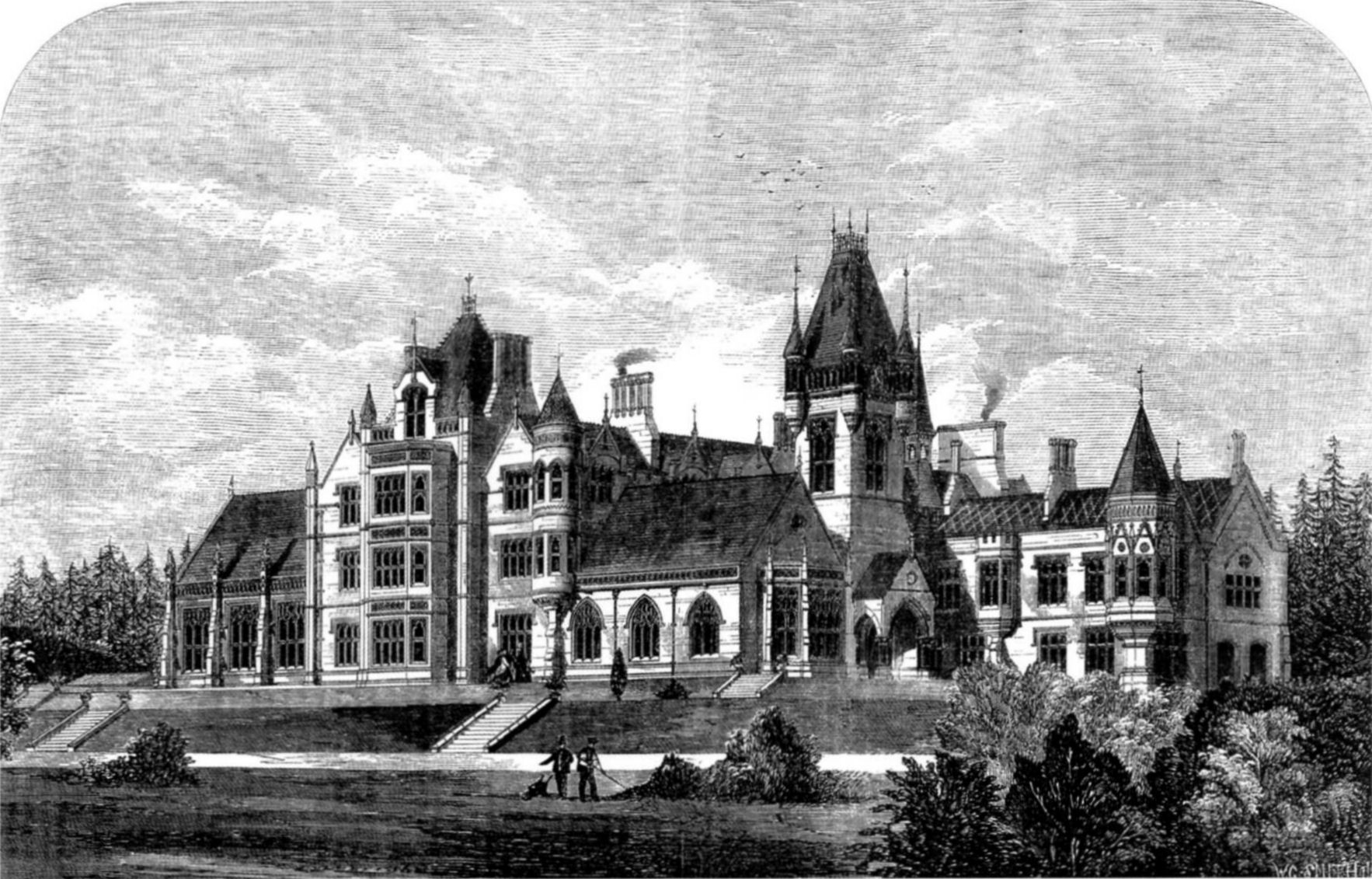
1866年に発行された雑誌 に掲載されたティンツフィールドの写真（中央やや右寄りに見える時計塔は1935年に取り壊された）

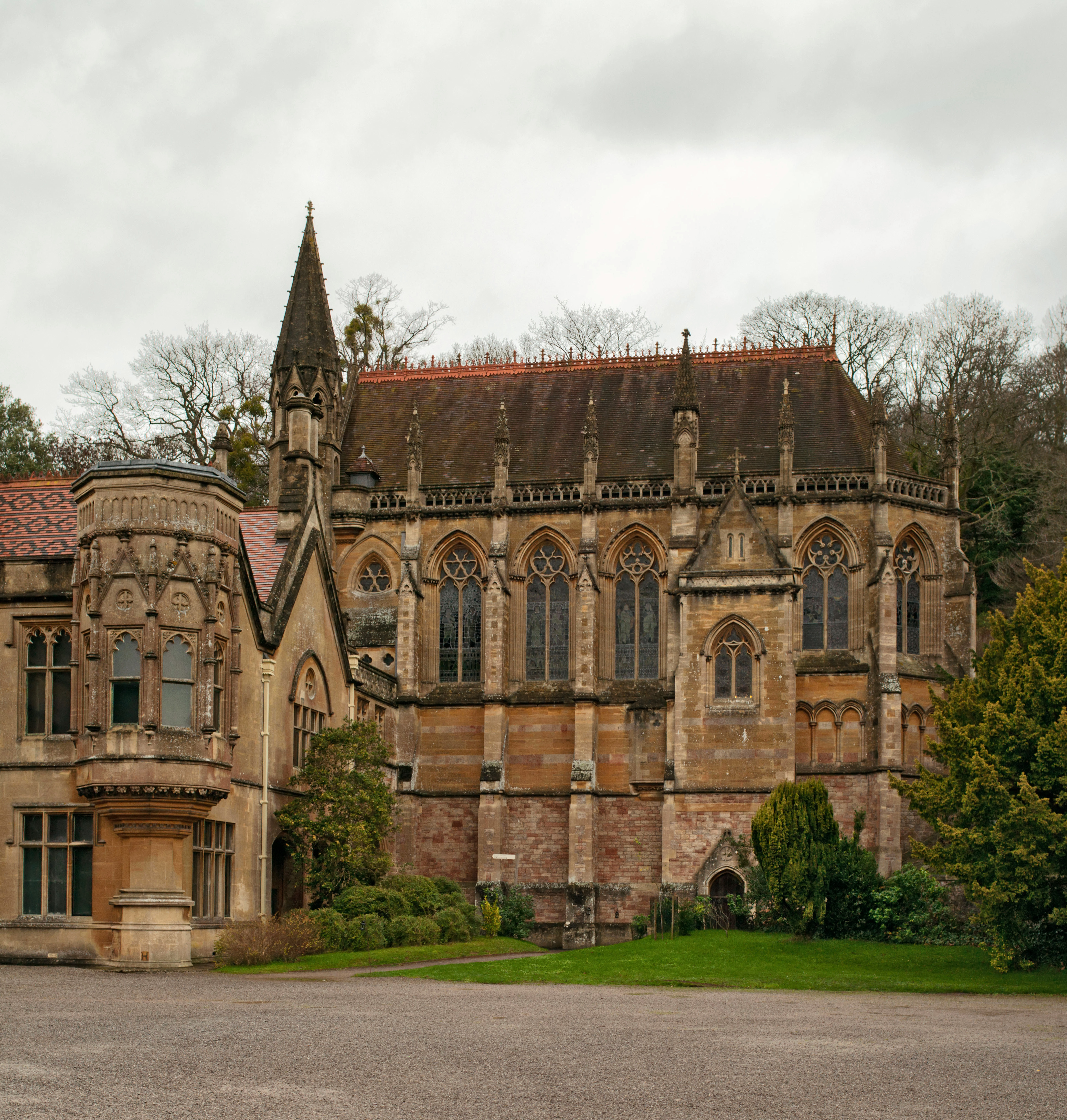
アーサー・ブロムフィールドがデザインした教会堂。メイン・エントランスの中庭に位置する

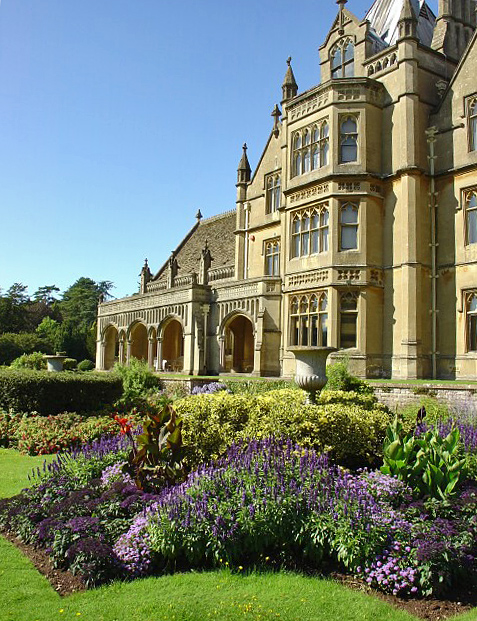
ティンツフィールドの南側。邸宅は現在ナショナル・トラストによって管理されている

兄と共同事業を始めてから亡くなるまで、ウィリアムの主なすみかは主にロンドンにあった。結婚を機に、彼は兄と同居していたカムデン区ブルームスベリーのベッドフォード・スクエアから、ハイド・パークに程近いハイド・パーク・ストリート13番地（英: 13 Hyde Park Street）に移り住んでいる。家族は1849年にリージェンツ・パークに程近いグロスター・プレイス（英: Gloucester Place）、さらに1851年にはハイド・パーク・ガーデンズ16番地へ移り、家族は後者の自宅をウィリアムの妻・ブランチの死まで保有し続けた。
一方でウィリアムは、日常的にブリストル港へ仕事に向かう生活を続けており、自身の居住用にこの地区での住居を探していた。1843年、ウィリアムはサマセット州ラクソールにある「ティンツ・プレイス」（英: The Tyntes Place estate）の地所を買い上げたが、ここはブリストル中心部からわずか8マイル (13 km)という好立地であった。1854年にはジョン・グレゴリー・クレイスへハイド・パーク・ガーデンズの自宅の改装を依頼し、同時にティンツ・プレイスの改装を行ってティンツフィールドと名を改めた。どちらの邸宅でも、クレイスは主要な部屋に木板や金象嵌、ニス仕上げされた木工・鋳造物、ゴシック風の暖炉を導入した。
ティンツフィールドには元々古いファームハウスがあったが、これは取り壊され、邸宅自体はギブズが地所を購入する30年前に再建されている。再建後、ウィリアムが購入する直前に、近隣のネイルシーに住むロバート・ニュートン（英: Robert Newton）によって改築作業も行われている。1863年から1865年にかけ、建築家のジョン・ノートンや建築業者のウィリアム・キュービット&カンパニーの手で、ティンツフィールドの大改築が行われた。これにより邸宅はアングロ・カトリック派によるゴシック・リヴァイヴァル建築・カントリー・ハウスとして手本となるようなものへ生まれ変わった。ノートンのデザインは元々の家を包み込むように作られ、2つの新しいウィング（翼棟）、新しい階や塔が加えられている。ノートンは複数の歴史的時代を経て邸宅が作られたことを見せるデザインを行い、建築様式の連続性を再獲得した様子を強調した。結果として、屋敷の壁はいくつかが無地のまま残された一方で、他の壁にはゴシック様式や自然主義的要素をミックスした彫刻が成された。正面・南側の外壁にはバース石による日覆いが1組付けられたが、裏手の西側には2組付けられている。ノートンはデザインの中へ屋根を劇的に改装して協調させる試みを取り入れたが、結果として屋根は非対称な段々が付いた形になっている。改装されたティンツフィールドは、ブランチのいとこで小説家のシャーロット・ヤングによって「心の中の教会のよう」（英: "like a church in spirit."）と評された。
内装もクレイスによって手掛けられ、ある場所では元あったものを拡張したり、それに合わせて調度品が作られ、また別の場所では新たなデザインに沿った調度品が作られた。これらは全てギブズ家の膨大な美術作品コレクションに加えられた。
メインとなる邸宅の工事が終わったところで、ウィリアムはアントニー・ギブズ&サンズでの分け前を売却することで資金を確保し、2つの隣接する地所を買い取っている。これにより農場用地が確保され、酪農や林業も始められた。最盛期にティンツフィールドの地所は6,000エーカー (2,400 ha)余りの広さとなり、北側のポーティスヘッドから邸宅のある南側の谷まで広がる1,000エーカー (400 ha)の森林を有し、邸宅・地所合わせて250人以上の労働者を雇うまでになった。
ウィリアムが地所に最後に加えたのは教会堂で、デザインはアーサー・ブロムフィールドに委託され、邸宅の北側に1872年から1877年にかけて建設された。巨大な地下聖堂も設置され、当初ウィリアムはここへ埋葬される予定だった。しかし地元の全聖人教会の司祭や、教会の支援者だったゴージズ家の強硬な反対に遭い、バースおよびウェルズ地区主教 (Bishop of Bath and Wells) は、ティンツフィールドの教会堂の聖別を認めないとの判断を下した。これは地元教会が、ウィリアムの建てた教会に地元の信者を奪われるのではないかと危惧したためである。この判断にもかかわらず、教会堂はティンツフィールドの暮らしの中心となり、1日2回家族や来客による祈りが捧げられていた。また夕べの祈りが終わった後には、椅子に座った家長・ウィリアムが、家族や来客全員に代わる代わるおやすみの挨拶をさせていた。改築作業の完了を祝い。ヤングは教会堂をティンツフィールドの改築計画になくてはならないもので、「家の財産[である地所全体]にリトル・ギディングそっくりの雰囲気」を与える（英: providing "a character to the household almost resembling that of Little Gidding"）と評した。このリトル・ギディングは、ケンブリッジシャー・ハンティンドンシャーに位置しており、チャールズ1世即位時に、19世紀のアングロ・カトリックを大いなる理想と考えていた、ニコラス・フェラーのふるさとである。

## 私生活

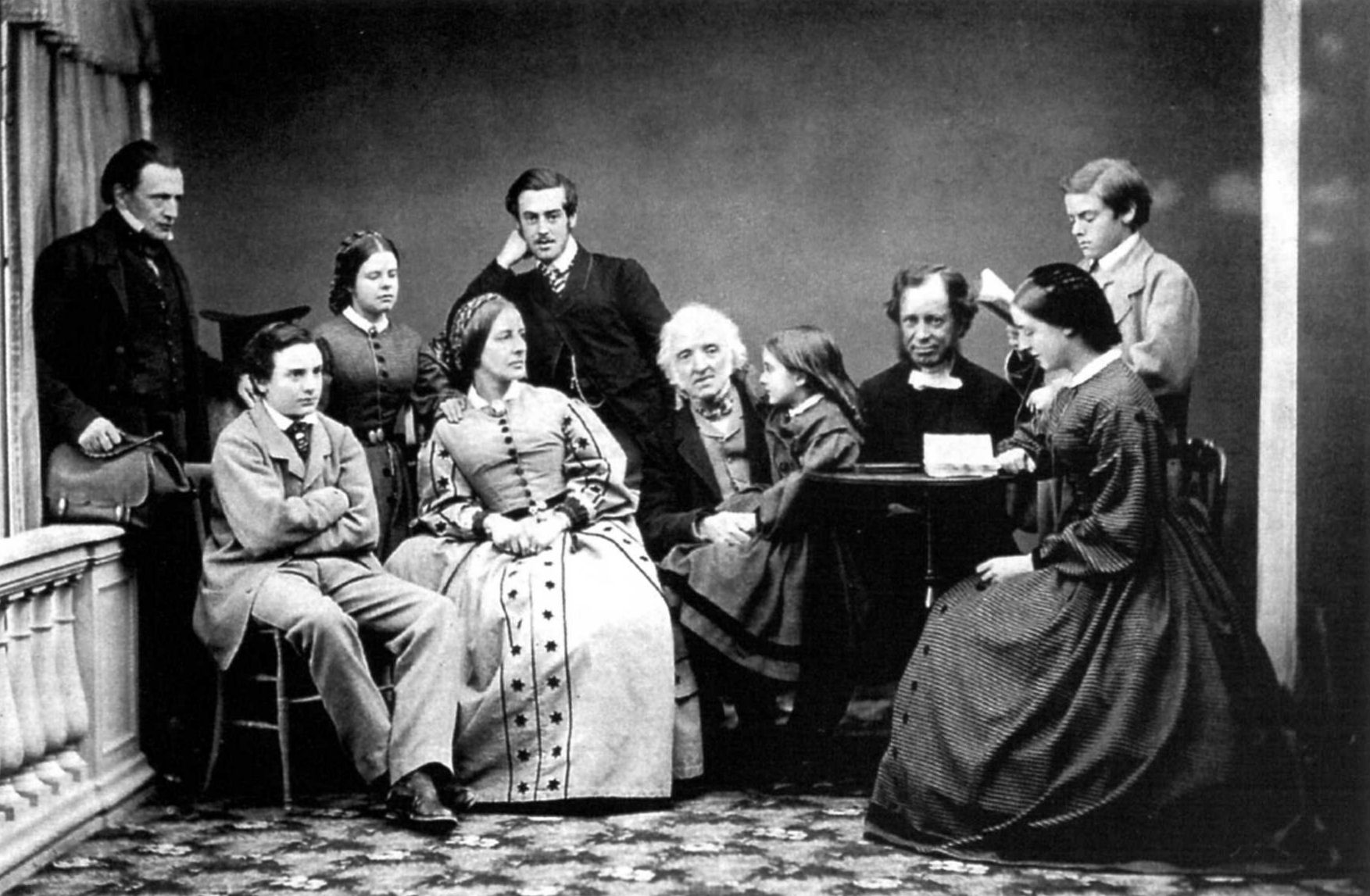
ウィリアムと妻ブランチ、そしてその子孫を写した写真。撮影は1862年、ティンツフィールド

1839年8月1日、ウィリアムはグロスタシャー・フラックスリーにある聖処女マリア教会（英: St Mary the Virgin church）でマティルダ・ブランチ・クロウリー＝ブーヴィー（英: Matilda Blanche Crawley-Boevey）と結婚した。グロスターで生まれたブランチは、クロウリー＝ブーヴィー準男爵家の第3代準男爵・トーマス・クロウリー＝ブーヴィー（英: Sir Thomas Crawley-Boevey, third baronet、1769年 - 1847年）と、メアリー・アルビニア（英: Mary Albinia、1835年没）の間に生まれた3番目かつ末の娘だった。また彼女の母はイギリス陸軍の技術者で地図製作者のトーマス・ハイド・ペイジの長女だった。ブランチの父はヘンリー・ギブズの妻キャロラインの1番上のいとこだった（キャロラインの父がチャールズ・クロウリーである）。ウィリアムとブランチの間には次の7人の子供が生まれた。
- ドロシア・ハリエット（Dorothea Harriett、1840年6月12日 – 1914年9月20日）
- アントニー（Antony、1841年12月10日 – 1907年4月24日）
- アリス・ブランチ（Alice Blanche、1843年10月27日 – 1871年3月12日）
- ウィリアム（William、1846年1月14日 – 1869年6月11日）
- ジョージ・エイブラハム（George Abraham、1848年3月25日 – 1870年2月23日）
- ヘンリー・マーティン（Henry Martin、1850年5月30日 – 1928年4月22日）
- アルビニア・アン（Albinia Anne、1853年6月7日 – 1874年4月17日）

ウィリアムは1875年4月3日にティンツフィールドで亡くなった。地所内の教会堂で4月9日に葬儀が営まれた後、亡骸は馬車ではなく地所の労働者30人が交代で全聖人教会へ運んだ。ウィリアムは教会の家族用区画に埋葬されている。また聖ミカエルと全天使教会 (エクセター)にはウィリアムを偲んだ記念碑が建てられている。